# Helloween (EP)
Helloween je debutová nahrávka (EP) stejnojmenné německé speedmetalové hudební skupiny Helloween. EP bylo vydáno roku 1985 a ještě ve stejném roce následováno vydání jejich prvního studiového alba Walls of Jericho.

## Seznam skladeb
1. Starlight (Weikath/Hansen) – 5:17
2. Murderer (Hansen) – 4:26
3. Warrior (Hansen) – 4:00
4. Victim of Fate (Hansen) – 6:37
5. Cry for Freedom (Weikath/Hansen) – 6:02

## Sestava
- Kai Hansen – zpěv, kytara
- Michael Weikath – kytara
- Markus Grosskopf – baskytara
- Ingo Schwichtenberg – bicí

- Režie a mix – Harris Johns
- Obal navrhl Uwe Karczewski, Hamburk, Německo